# Клуб женского пробуждения
Клуб женского пробуждения (араб. نادي النهضة آل. نسائية‎) — неправительственная организация в Ираке.
Клуб основан в 1923 году как первая женская организация Багдада и стал отправной точкой иракского женского движения.

## История
Участие женщин в общественной жизни Турции, Египте и Сирии оказали влияние на женщин Ирака. Также участие женщин в иракском восстании 1920 года способствовало развитию женского движения в стране. Клуб был основан в 1923 году группой светских, образованных мусульманок из буржуазной политической элиты Багдада и был открыт для женщин разных религий. Клуб стал первой женской организацией в стране.
Среди основательниц были в основном жены и родственницы политиков и других видных деятелей страны. Президентом клуба была Асма аз-Захави (Asma al-Zahawi), сестра поэта Джамиля Сидки аз-Захави. Её вице-президентом была Найма аль-Саид (Naima al-Said) — супруга премьер-министра Нури ас-Саида. Несколько западных женщин были задействованы в качестве почётных членов: Гертруда Белл была назначена его почётным секретарём. Первая иракская женщина-журналист Паулина Хассун была так же в числе основателей клуба.

## Деятельность
В 1924 году клуб был приглашён на аудиенцию короля Фейсала I и королевы Хасимы бинт Насер. Целью клуба было пробуждение женщин Ирака, чтобы они могли получить достойное образование и работу. Клуб организовывал занятия по шитью, экономике, гигиене, уходу за детьми, работе по дому, а также литературные занятия. Клуб также занимался благотворительностью, производил одежду для бедных и помогал получить образование девочкам-сиротам.

## Оппозиция
Деятельность клуба вызвала крайнее противоречие у консерваторов, которые агитировали против него и утверждали, что его целью было нанести ущерб чести семьи путём оголения (то есть дать женщинам право решать, хотят ли они носить хиджаб или нет). В действительности, однако, Клуб избегал спорного вопроса о чадре и вместо этого сосредоточился на образовании и доступе женщин к работе. Когда в 1929 году в Иерусалиме был организован Первый арабский женский конгресс Асма аз-Захави была вынуждена отказаться от участия из-за угроз со стороны оппозиционных священнослужителей. Тем не менее в октябре 1932 года в Багдаде состоялся Третий Восточный женский конгресс, который открыла королева Ирака.

## Закрытие
Оппозиционные священнослужители направили жалобу в правительство, протестуя против слова «Пробуждение» в названии клуба. Клуб был вынужден закрыться. Преемницами клуба качестве основных женских организаций Ирака стали основанная в 1943 году «Женская лига против фашизма» (позднее называемая «Лигой защиты прав женщин») и Союз иракских женщин, основанный в 1945 году после Конгресса арабских женщин в Каире 1944 года.